# Groß Linde
Groß Linde ist ein Ortsteil der Stadt Perleberg im Landkreis Prignitz. In dem Rundlingsdorf leben 45 Einwohner.

## Geografie
Groß Linde liegt im Nordosten der Stadt Perleberg. Südlich benachbart ist der Perleberger Ortsteil Lübzow. Im Westen schließt sich der Ortsteil Groß Buchholz, im Norden der Ortsteil Gramzow an. Im Osten grenzt Groß Linde an die Gemeinde Groß Pankow (Prignitz) mit ihrem Gemeindeteil Klein Linde.
Der nördliche Abschnitt der Westgrenze von Groß Linde folgt dem Schlatbach, bevor dieser sich nach Südosten wendet und dann ganz auf dem Gebiet von Groß Linde verläuft. Die südliche Grenze des Ortes wird durch die Stepenitz markiert. Entlang der Stepenitz und dem Unterlauf des Schlatbaches erstreckt sich das Naturschutzgebiet Stepenitz.

## Geschichte
Die erste bekannte urkundliche Erwähnung von Groß Linde stammt aus dem Jahre 1345 (groten lynde). Zu dieser Zeit war Groß Linde im Besitz der Ritter von Quitzow.
Am 1. Juli 1950 wurde Lübzow nach Groß Linde eingemeindet. Am 1. Januar 1974 musste Groß Linde die eigene Selbständigkeit aufgeben. Die Gemeinde wurde in die Kreisstadt Perleberg eingegliedert.

## Bauwerke

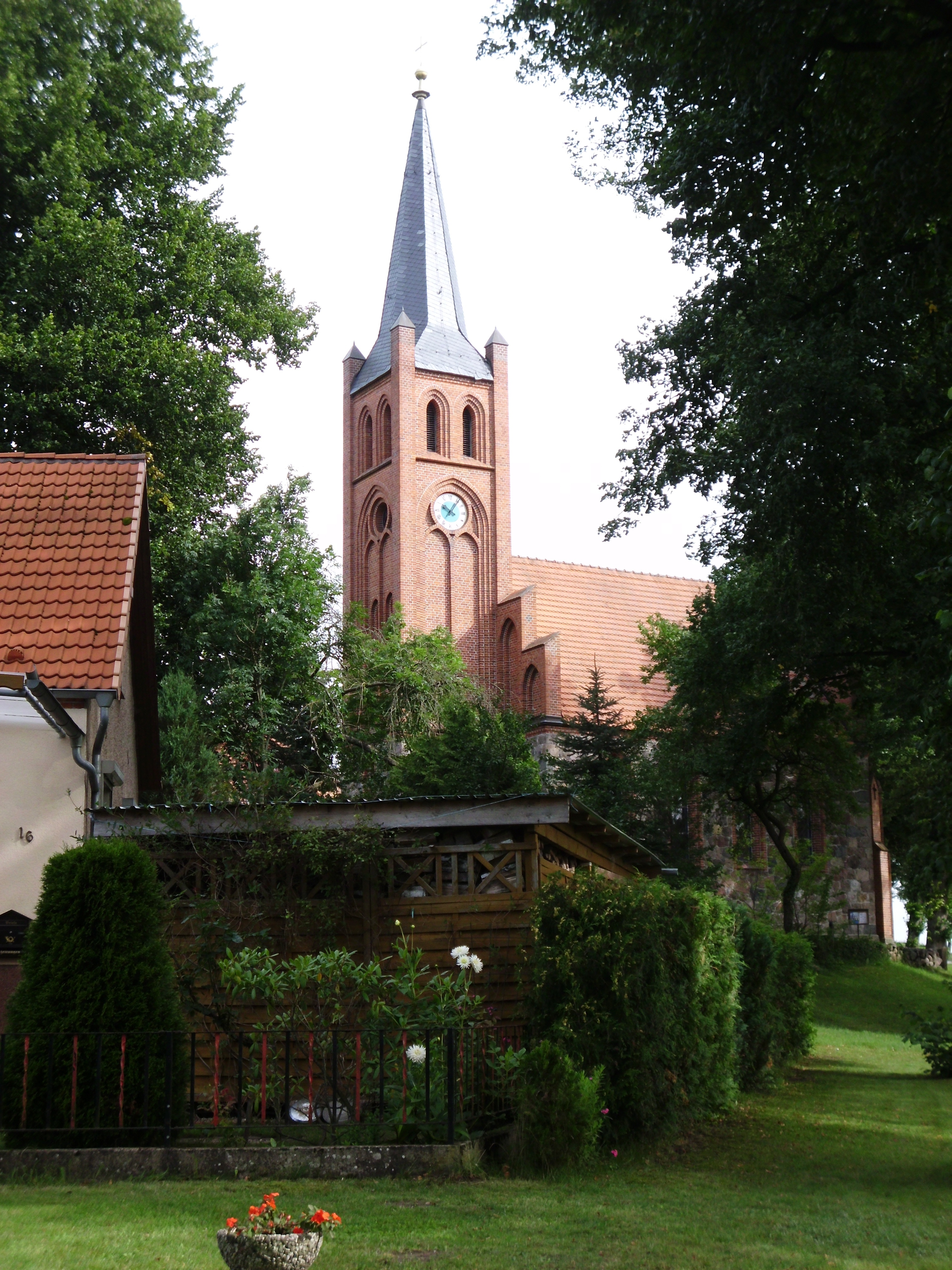
Die Kirche in Groß Linde

Die einschiffige Kirche wurde 1862 von Friedrich August Stüler erbaut. Ihr Turm mit quadratischem Grundriss ist bereits aus der Ferne gut zu sehen.

## Einwohnerentwicklung
| Datum         | Einwohnerzahl |
| ------------- | ------------- |
| 1800          | 100           |
| 1817          | 97            |
| 1840          | 99            |
| 1858          | 104           |
| 1895          | 98            |
| 1925          | 89            |
| 1939          | 141           |
| 1946          | 227           |
| 11. Jan. 2011 | 45            |
| 31. Dez. 2012 | 46            |